# Brachytarsomys
A Brachytarsomys az emlősök (Mammalia) osztályának a rágcsálók (Rodentia) rendjébe, ezen belül a madagaszkáriegér-félék (Nesomyidae) családjába tartozó nem.

## Rendszerezés
A nembe az alábbi 2 élő és 1 kihalt faj tartozik:
- fehérfarkú malgaspatkány (Brachytarsomys albicauda) Günther, 1875 - típusfaj
- Brachytarsomys villosa F. Petter, 1962 - korábban a Brachytarsomys albicauda alfajának tekintették
- †Brachytarsomys mahajambaensis Mein et al., 2010